# Coppermine Photo Gallery
Die Coppermine Photo Gallery ist eine freie unter der GPL stehende Webgalerie. Sie ist ein serverbasiertes Bildergalerie-Script, welches auf PHP, MySQL und der Grafikbibliothek GDlib / GD2 bzw. ImageMagick basiert. Das Projekt wird quelloffen entwickelt, ist kostenlos und bietet Schnittstellen zu gängigen Forensystemen.
Diese Webgalerie beinhaltet sehr viele Funktionen wie zum Beispiel:
Haupt/Unterordner, Diashow, Klickzähler, Bewertung der Bilder, Bildinformationen (Exif), Bildkommentare, Zufallsgenerator, multilingual, Integration in Content-Management-Systeme und Webforen, Unterstützung unterschiedlicher Grafikformate, sowie Flash, diverse Audioformate und Videoformate.
Zusätzlich gibt es Module für Linux und Mac OS X als Upload-Schnittstelle zu Coppermine.